# Алван
Алексис Морван-Розијус (фр. Alexis Morvan-Rosius; Лорјан; 17. март 1993), професионално познат као Алван, је француски певач и текстописац.

## Каријера
Представљао је Француску на Песми Евровизије 2022. заједно са вокалном групом Ахез.

## Дискографија

### ЕП
- Home (2016)
- Magma[4] (2022)

### Синглови
| Назив                           | Година |
| ------------------------------- | ------ |
| "Dame de cœur"                  | 2016   |
| "Kangei"                        | 2016   |
| "Pure"                          | 2016   |
| "Bodhyanga"                     | 2016   |
| "Sanzel"                        | 2016   |
| "Amazone"                       | 2017   |
| "Damiana" (featuring Velvet)    | 2018   |
| "Indolove" (featuring Keybeaux) | 2019   |
| "Move On"                       | 2019   |
| "Anything"                      | 2021   |
| "Fulenn" (са Ахез)              | 2022   |